# Ihno Krumpelt
Ihno Krumpelt (* 1899 in Braunschweig; † 1984) war ein deutscher Generalstabsoffizier, Richter und Militärwissenschaftler.

## Leben
Im Ersten Weltkrieg war er Infanterieoffizier. Danach studierte er ab 1919 Jura in Leipzig. Er promovierte 1921.
1924 trat er in die Reichswehr ein und absolvierte 1926 die große juristische Staatsprüfung. In der Reichswehr wurde er Inspektionsoffizier an der Infanterieschule in Dresden. Anschließend studierte er an der Kriegsakademie und war 1931 als Oberleutnant im 10. Infanterie-Regiment. Die Auszeichnung mit dem Ritterkreuz 2. Klasse mit Schwertern des Albrechts-Orden hatte er bereits erhalten. Ab 1933 war er im Generalstabsdienst.
Zu Beginn des Zweiten Weltkriegs wurde er Ia der 56. Infanterie-Division. Ab Anfang Oktober 1940 leitete er im Auftrag des Generalquartiermeisters für die Heeresgruppe Mitte einen Arbeitsstab, der die Versorgung der Landstreitkräfte für das Unternehmen Barbarossa plante. Dazu wurden im Januar und Februar 1941 zwei je 14-tägige Planspiele durchgeführt. Von August 1941 bis September 1942 war er als Oberstleutnant Oberquartiermeister u. a. im AOK 4. Im März 1942 war er zum Oberst befördert worden.
1947 kehrte er aus der Gefangenschaft zurück und wurde Richter am Amts- und Landgericht Braunschweig.
Er verfasste zahlreiche militärwissenschaftliche Artikel im In- und Ausland, mit den Schwerpunkten materielle Kriegsführung, Versorgungsführung und Atomare Gefechtsführung. Mit seinem Aufsatz „Truppenführung im Atomzeitalter“ erregte er internationales Aufsehen und beeinflusste die deutschen Führungsvorstellungen.

## Werke (Auswahl)
- Die operative Versorgungsführung. Wehrkunde 6, 1953, S. 22 ff.
- Braucht Westdeutschland taktische A-Waffen? In: Die Neue Gesellschaft, Band 5, 1958, S. 42ff.
- Die großen Meister der Kriegskunst: Clausewitz, Moltke, Schlieffen. E.S. Mittler, Frankfurt am Main, 1960.
- Truppenführung im Atomzeitalter. Mehrere Teile, Wehrkunde, 1960.
- Die Bedeutung des Transportwesen für den Schlachterfolg. Wehrkunde 5, 1965, S. 466 ff.
- Das Material und die Kriegführung. E.S. Mittler, Frankfurt am Main, 1968.
- Die Logistik und die Atomwaffen. Österreichische Militärische Zeitschrift, 1969, S. 458 ff.
- Das Kriegsbild der Zukunft. In: ASMZ, 136, 1970, S. 83–89.